# Турбопарус
Турбопарус — судовой движитель, использующий энергию ветра, на основе эффекта Магнуса.

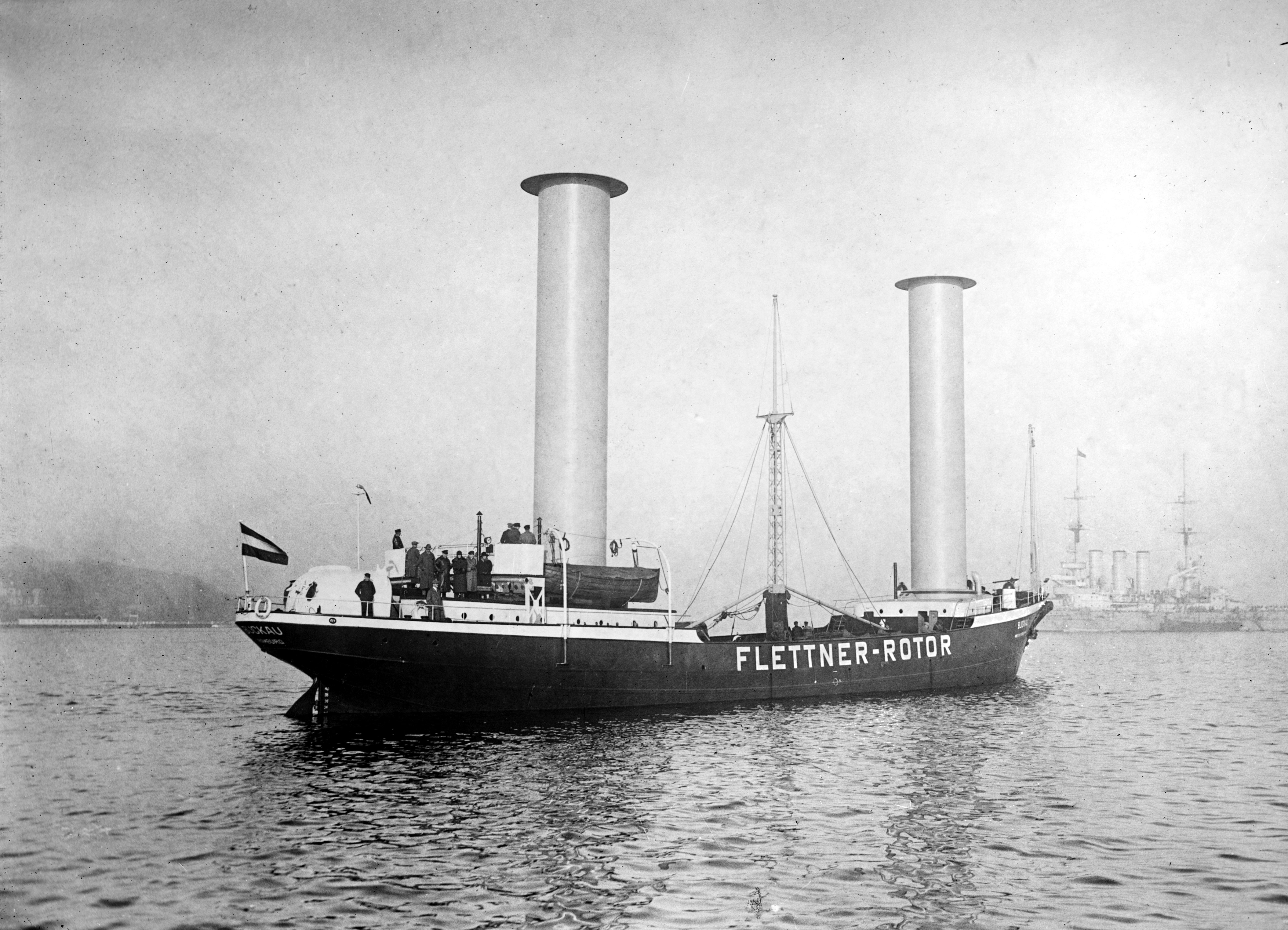
Шхуна «Букау» с роторными парусами

Впервые роторные турбопаруса немецкого инженера Антона Флеттнера были успешно испытаны на шхуне «Букау» в 1924 году.
Для этого трёхмачтовую шхуну «Букау» переоборудовали в роторное судно с двумя «парусами» высотой в 13 метров. Судно могло двигаться даже под углом в 25 градусов к встречному ветру, что невозможно в случае с классическими парусниками. С этими «парусами» судно пересекла Атлантический океан, доказав, что такая конструкция имеет будущее. Результатом данного конструкторского прорыва стала постройка роторного сухогруза «Барбара», который оснастили уже 3-мя 17-метровыми цилиндрами.
В 1980-х годах более сложная форма турбопаруса была разработана французскими инженерами под руководством океанолога Жака-Ива Кусто. Наиболее успешно она применялась на судне «Алкиона».

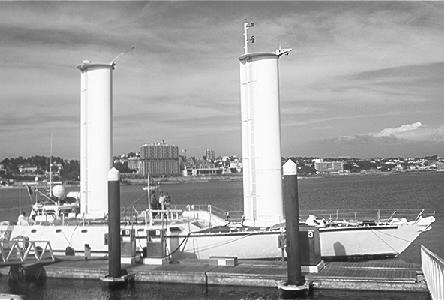
«Алкиона»

## Техническая конструкция

### Концепция
В начале 1980-х Жак-Ив Кусто задумался над созданием судна с современным движителем, мощность которого хотя бы частично обеспечивал ветер — чистый, бесплатный, возобновляемый источник энергии. За несколько десятилетий до Кусто уже возникала идея использовать для этого вращающийся полый металлический цилиндр, ротор Флеттнера, эффективность которого была проверена и доказана на практике. Кусто и группа инженеров решили возродить проект движителя.

### Аэродинамика
Кусто и его помощники, профессор Люсьен Малавар и доктор Бертран Шарье, использовали цилиндр, похожий на дымовую трубу и действующий по тому же принципу, что и крыло самолёта.
Основу движителя составляет аэродинамический профиль, вертикальная металлическая труба сечения, близкого к яйцевидному, с подвижным щитком, улучшающим аэродинамическое разделение внешней и внутренней поверхностей. Насосная система нагнетает в трубу воздух, создавая с одной стороны паруса необходимое разрежение; движение происходит в направлении, перпендикулярном давлению. Таким образом, парус работает как крыло: с одной стороны его воздух протекает медленнее, чем с другой, создавая движущую силу.
Подвижная заслонка и система нагнетания воздуха, основанная на вентиляторах, повысили эффективность нового паруса. На испытаниях в аэродинамической трубе малогабаритные модели повели себя превосходно, дав тем самым рождение системе Турбопарус.
Главная особенность турбопаруса, обусловленная его конструкцией, в том, что всегда можно получить движущую силу в нужном направлении, независимо от того, куда дует ветер. Судно, оборудованное турбопарусом, может двигаться даже против ветра, получая энергию из разницы давлений, создаваемой завихрениями воздуха внутри паруса и вне его.
Совместно с турбопарусом можно использовать и обычные движители. Турбопарус при этом удобнее передать под управление компьютера, который будет задавать расположение «парусов» в пространстве и давление воздуха в системе.

### Инженерный анализ

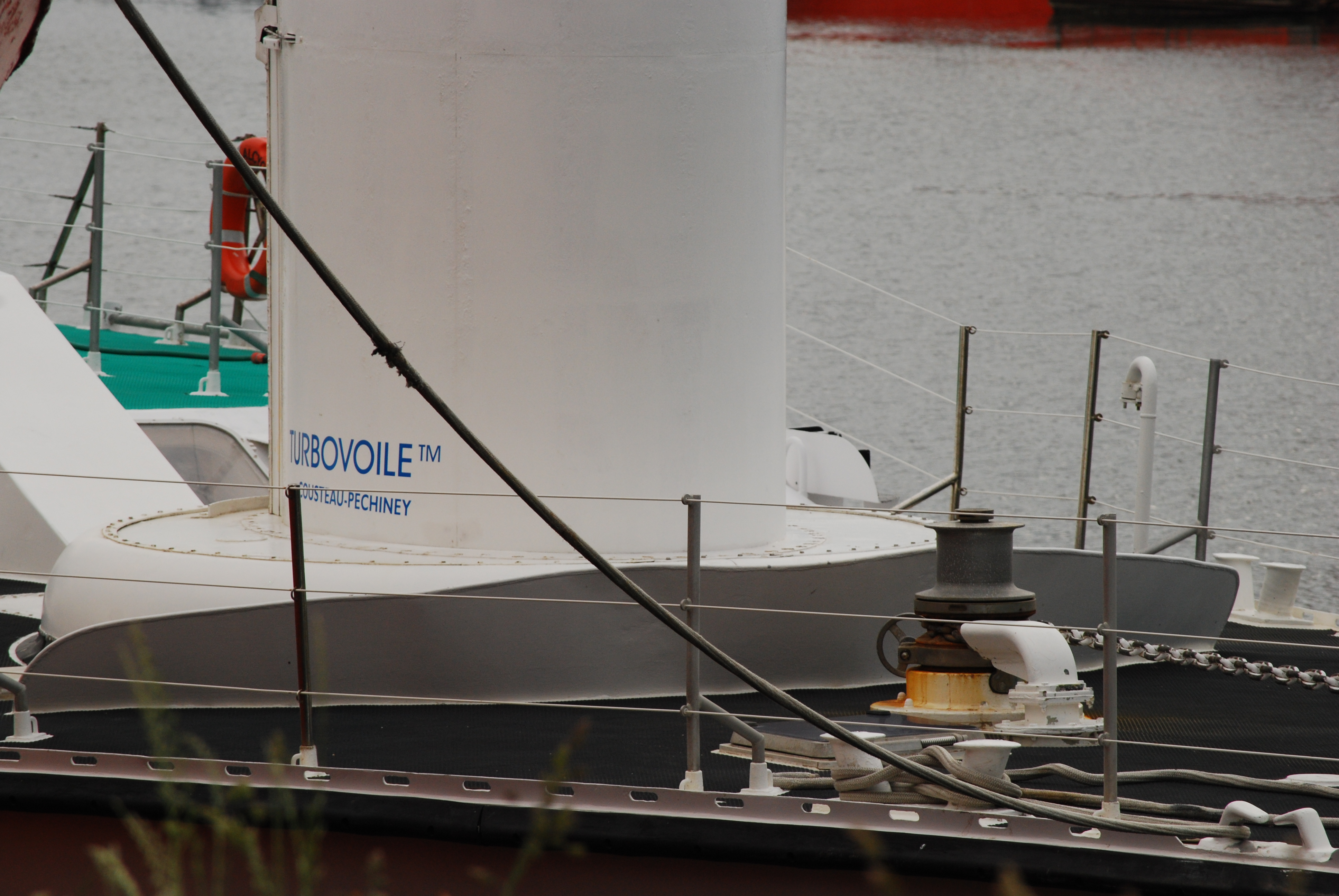
Нижняя часть турбопаруса

В сравнении с лучшими из обычных парусов (теми, например, что используются на Кубке Америки) турбопарус обеспечивает в 3,5-4 раза больший коэффициент тяги. Такой результат был получен в ходе исследований на «Алкионе».
Эффективность системы, однако, до сих пор не подвергалась обстоятельному сравнительному анализу. Турбопарус успешно действовал только на двух судах, и группа Кусто — единственная в мире организация, располагающая большим объёмом данных об этом устройстве. Страница, посвящённая «Алкионе» на сайте Команды Кусто, сообщает, что турбопарус способен обеспечить экономию до 35 % горючего.

## Раннее развитие (1981—1982): «Moulin à Vent»
Кусто и его исследовательская команда установили своё изобретение на катамаран под названием «Moulin à Vent» (с фр. — «ветряная мельница») и опробовали систему в плавании из Танжера в Нью-Йорк. Переход подходил к концу, когда недалеко от американского берега судну пришлось столкнуться с ветрами, скорость которых превышала 50 узлов. Сварные швы, удерживавшие турбопарус в вертикальном положении, лопнули, и прототип рухнул в море.
Прототип системы состоял из единственной трубы, выкрашенной в тёмно-синий цвет. Исследовательская программа судна ставила целью определить эффективность тяги системы. Хотя турбопарус и давал тягу и энергию, но в меньших количествах, чем обычные паруса и генераторы, которые он замещал. Конструктивные проблемы системы привели к короблению конструкции и появлению трещин у основания паруса (за счёт усталости металла). Всё это значительно снизило эффективность турбопаруса. После того, как основная идея получила подтверждение, Кусто и его группа прекратили работу над прототипом, полностью сосредоточившись на более крупном судне, «Алкионе».

## «Алкиона»
Кусто использовал приобретённый опыт при постройке нового судна. Совместно с инженерами-судостроителями он разработал алюминиевый корпус, прочный и лёгкий. Кормовая часть, аналогичная катамарану, придавала судну стабильность, а одиночный нос был заложен в конструкцию, чтобы разрезать волны и облегчать движение в бурном море. Два турбопаруса были установлены на палубе, а два дизельных двигателя давали питание нагнетателям. Судно было названо по имени Алкионы, дочери древнегреческого бога ветров Эола.
При постройке «Алкионы» (начатой в 1985 году) учитывались результаты работы с «Moulin a Vent». С использованием двух турбопарусов с уменьшенным соотношением сторон нагрузки на металл поверхностей значительно уменьшились. Оба паруса включали также осевые турбины для выработки энергии, а управление системой осуществляли компьютеры, подешевевшие к тому времени. Компьютеры координировали работу турбопарусов и дизелей, запуская последние, когда ветер полностью стихал, и останавливая их при достаточной скорости ветра. Для управления судном достаточно было всего 5 человек.
В 1980-х годах Кусто сделал «Алкиону» флагманским судном своей группы и основной плавучей базой для исследований. Судно обошло вокруг света, собирая информацию об использовании турбопаруса в различных погодных условиях, полностью подтверждая при этом замысел создателей.

### Дальнейшее развитие

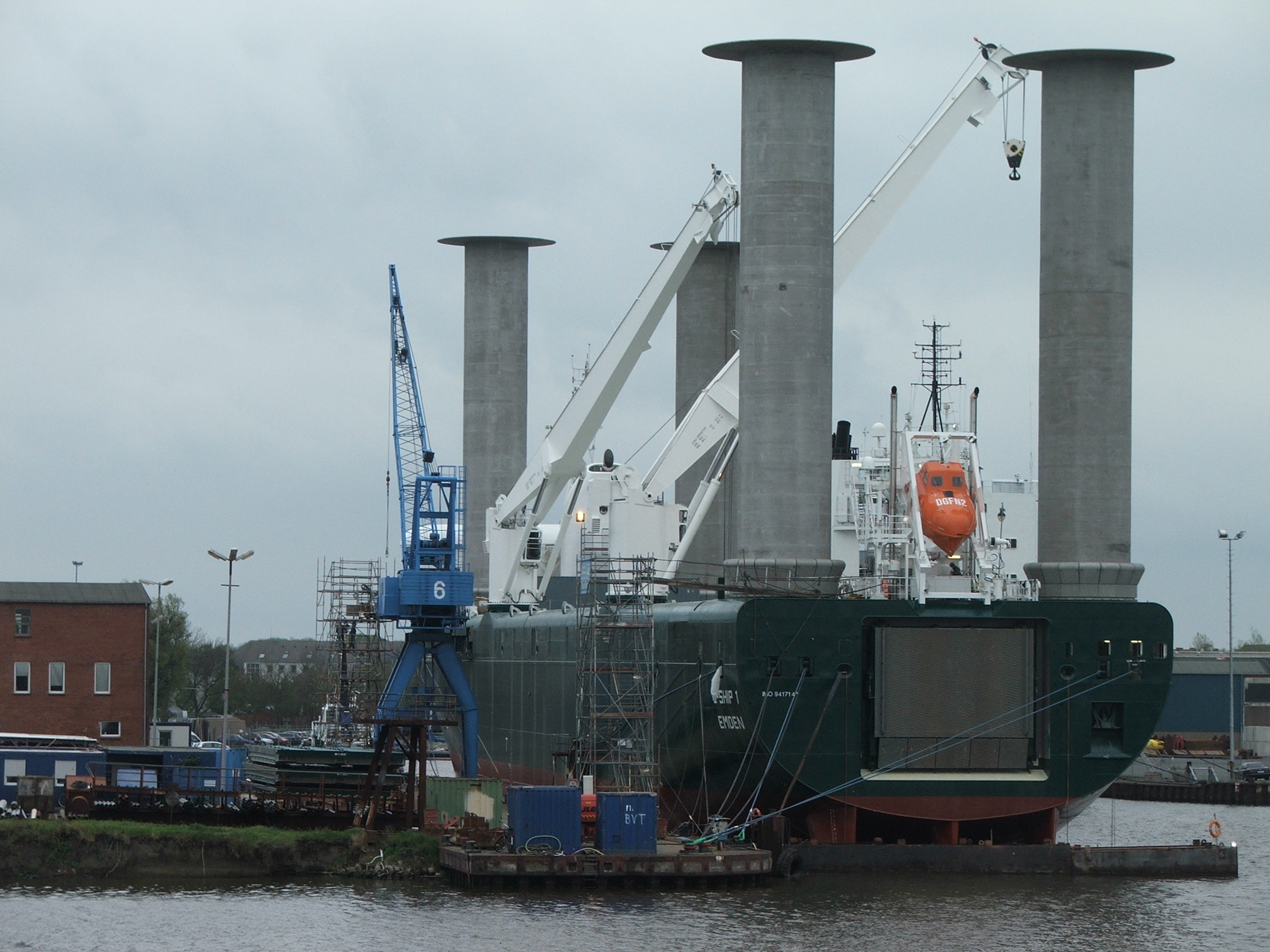
E-Ship 1 с турбопарусами Флеттнера

Предполагалось, что турбопарус можно устанавливать на танкеры, балкеры и другие тяжёлые суда для уменьшения расхода топлива. На «Калипсо II», постройка которой ещё предстоит, также должен быть установлен турбопарус.
С 2010 года в Германии эксплуатируется грузовое судно E-Ship 1 с роторными парусами Флеттнера в качестве вспомогательных движителей.
В марте 2017 года компании Royal Dutch Shell и Maersk объявили о планах по оборудованию роторными парусами нефтяного танкера длиной 245 метров и дедвейтом почти 110 000 тонн. Паруса высотой 30 метров и диаметром 5 метров будут построены из лёгких композитных материалов из углеродного волокна. Предполагается, что паруса будут установлены в первой половине 2018 года и протестированы до конца 2019 года. По оценкам представителей компаний, данная технология позволит экономить в среднем до 10 % топлива на стандартных маршрутах.